# Xã Union, Quận Dallas, Iowa
Xã Union (tiếng Anh: Union Township) là một xã thuộc quận Dallas, tiểu bang Iowa, Hoa Kỳ. Năm 2010, dân số của xã này là 2.134 người.